# Charalampos Mallios
Charalampos „Xaris“ Mallios (Χάρης Μάλλιος, geboren am 6. August 1987 in Athen) ist ein griechischer Handballspieler.

## Spielerinformation
Der 1,82 Meter große und 83 Kilogramm schwere Grieche spielt vorwiegend auf der Position linker Rückraum oder Rückraum Mitte.

## Vereinslaufbahn
Er spielte beim griechischen Verein Panellinios Athen und wechselte von dort zu Diomidis Argos. In der Saison 2012/2013 stand er bis zur vorzeitigen Vertragsauflösung im Januar 2013 beim deutschen Drittligisten HF Springe unter Vertrag. Anschließend war er wieder für den Meister der griechischen Liga, Diomidis Argos, aktiv. Ab Anfang September 2014 stand er beim deutschen Drittligisten Stralsunder HV unter Vertrag. Nach der Saison 2015/2016 verließ „Xaris“ Mallios den Stralsunder HV. In der Saison 2016/2017 war er für den TuS KL-Dansenberg in der Oberliga Rheinland-Pfalz/Saar aktiv. Die Spielzeit 2019/2020 bestritt er für Olympiakos SFP in Griechenland, die Spielzeit 2020/2021 bei KH Besa Famgas im Kosovo. Seit der Saison 2021/22 läuft Mallios wieder für A.C. Diomidis Argous auf.

## Nationalmannschaft
Mit der griechischen Nationalmannschaft belegte er bei der Europameisterschaft 2024 den 23. Platz.

## Erfolge
Mit dem Verein Panellinios Athen spielte Charalampos Mallios 2005/2006 im EHF Challenge Cup, 2006/2007 und 2008/2009 im Europapokal der Pokalsieger und 2006/2007 in der EHF Champions League. Mit dem Diomidis Argos spielte er 2011/2012 im EHF Challenge Cup und 2013/2014 sowie 2014/2015 im EHF-Pokal. Mit Olympiacos war er im EHF-Cup 2019/2020 aktiv.